# كيلسي بارلو
كيلسي بارلو (بالإنجليزية: Kelsey Barlow)‏ مواليد 14 فبراير 1991 في سالونيك، هو لاعب كرة سلة أمريكي. بدأ مسيرته الاحترافية في سنة 2014. يحمل الرقم 13. يبلغ طوله 6 قدم 5 بوصة (2.0 م). لعب مع نادي إيه إي كي لكرة السلة في الدوري اليوناني لكرة السلة.

## روابط خارجية
- كيلسي بارلو على موقع كرة السلة الأوروبية.كوم (الإنجليزية)
- كيلسي بارلو على موقع كلية كرة السلة في سبورتس رفرنس.كوم (الإنجليزية)
- كيلسي بارلو على موقع ريلجم (الإنجليزية)
- كيلسي بارلو على موقع بروبوليرز (الإنجليزية)
- كيلسي بارلو على موقع سبورتس رفرنس (الإنجليزية)
- كيلسي بارلو على موقع سبورتس رفرنس (الإنجليزية)